# La Défense et illustration de la langue française
La Défense et illustration de la langue française (La Deffence et Illustration de la Langue Francoyse, dans l'orthographe originale) est un texte de théorie littéraire de la Renaissance, écrit en 1549 par le poète français Joachim du Bellay, et souvent considéré dans l’histoire de la langue française comme le « manifeste » des poètes de la Pléiade.

## Contexte d'écriture
Le texte, plaidoyer en faveur de la langue française, paraît dix ans après l'ordonnance de Villers-Cotterêts, qui impose le français comme langue du droit et de l'administration française. Du Bellay exprime sa reconnaissance à François Ier, « notre feu bon Roi et père », pour le rôle que celui-ci a joué dans les arts et la culture : création du Collège des lecteurs royaux, pérennisation d'une bibliothèque du roi enrichie d'achats et du dépôt légal. Du Bellay veut faire de la langue française « barbare » et « vulgaire » une langue élégante et digne. Il lui faudra, avec ses camarades de la Pléiade, l'enrichir pour en faire une langue de référence et d’enseignement.
Ainsi, selon Mathieu de La Gorce, l'ouvrage « n’est pas une entreprise de préservation, mais un manifeste visant avant tout à l’invention de la langue française », considérée par Du Bellay et par les auteurs contemporains comme une langue en devenir, une langue qui n'a pas encore fait ses preuves au regard de celles de la culture antique.
Du Bellay reprend dans cet ouvrage plusieurs passages du Dialogue des langues de Sperone Speroni, essai de 1542 qui confronte la langue « vulgaire » toscane (qui a donné l'italien actuel) aux langues érudites, le latin et le grec.

## Abrégé
Du Bellay se fait le défenseur de la langue française dont il affirme l’égale dignité avec le latin et le grec. Il prône donc l'enrichissement de la langue française au moyen de l'imitation des auteurs anciens.
Il critique néanmoins la traduction qu'il trouve trop servile et qui ne permettrait pas de rendre compte de la richesse de l'œuvre originale.

## Éditions modernes
- Francis Goyet et Olivier Millet et al., éd., La Deffence, et illustration de la langue françoyse, Paris, Champion, 2003, 455 p., 1 vol. ; 23 cm (ISBN 978-2-74530-874-0, OCLC 822765409).
- Jean-Charles Monferran, éd., La Deffence, et illustration de la langue françoyse, Genève, Droz, 2001, 414 p. (ISBN 978-2-60000-647-7, OCLC 884206568).